# Toe Blake
Hector Blake detto Toe (Victoria Mines, 21 agosto 1912 – Montréal, 17 maggio 1995) è stato un hockeista su ghiaccio e allenatore di hockey su ghiaccio canadese.

## Biografia
Nato nella provincia di Ontario, in una città che poi divenne fantasma, iniziò a giocare all'hockey su ghiaccio a Coniston (vicino a Greater Sudbury). Divenne poi allenatore della National Hockey League.